# Vernouillet (Eure-et-Loir)
Vernouillet ist eine französische Gemeinde mit 12.491 Einwohnern (Stand 1. Januar 2022) im Département Eure-et-Loir, in der Region Centre-Val de Loire.

## Geographie
Vernouillet ist ein südlicher Vorort von Dreux. Die Gemeinde wird von der Blaise, einem Nebenfluss der Eure, durchflossen.

## Einwohnerentwicklung
| Jahr      | 1962  | 1968  | 1975  | 1982   | 1990   | 1999   | 2018   |
| --------- | ----- | ----- | ----- | ------ | ------ | ------ | ------ |
| Einwohner | 2.112 | 4.070 | 8.142 | 10.318 | 11.680 | 11.496 | 12.522 |

## Sehenswürdigkeiten
- Kirche Saint-Sulpice (12. Jahrhundert)

## Städtepartnerschaften
- Felsberg (Deutschland)
- Cheddar (Vereinigtes Königreich)

## Persönlichkeiten
- Nicholas-Louis Robert (1761–1828), Entwickler der ersten Langsieb-Papiermaschine der Welt
- Fernand Vallon (1896–1962), französischer Autorennfahrer